# Lakeview (Oregon)
Lakeview é uma cidade  localizada no estado norte-americano de Oregon, no Condado de Lake.

## Demografia
Segundo o censo norte-americano de 2000, a sua população era de 2474 habitantes.
Em 2006, foi estimada uma população de 2419, um decréscimo de 55 (-2.2%).

## Geografia
De acordo com o United States Census Bureau tem uma área de
4,0 km², dos quais 4,0 km² cobertos por terra e 0,0 km² cobertos por água.

## Localidades na vizinhança
O diagrama seguinte representa as localidades num raio de 88 km ao redor de Lakeview.